# Visions (álbum de Stratovarius)
Visions é um álbum lançado em 1997 pela banda finlandesa de power metal Stratovarius.

## Faixas
| N.º            | Título                     | Letras         | Duração |  |
| 1.             | "The Kiss of Judas"        | Timo Kotipelto | 5:49    |  |
| 2.             | "Black Diamond"            | Kotipelto      | 5:39    |  |
| 3.             | "Forever Free"             | Kotipelto      | 6:00    |  |
| 4.             | "Before the Winter"        | Tolkki         | 6:07    |  |
| 5.             | "Legions"                  | Tolkki         | 5:43    |  |
| 6.             | "The Abyss of Your Eyes"   | Kotipelto      | 5:38    |  |
| 7.             | "Holy Light"               | (Instrumental) | 5:45    |  |
| 8.             | "Paradise"                 | Tolkki         | 4:27    |  |
| 9.             | "Coming Home"              | Tolkki         | 5:36    |  |
| 10.            | "Visions (Southern Cross)" | Tolkki         | 10:17   |  |
| Duração total: | Duração total:             | Duração total: | 60:59   |  |

| Japanese edition bonus tracks |                                |           |         |  |
| N.º                           | Título                         | Letras    | Duração |  |
| 11.                           | "Black Diamond (demo version)" | Kotipelto | 5:07    |  |
| 12.                           | "Uncertainty (ao vivo)"        | Kotipelto | 6:13    |  |

## Críticas e recepção
Em 2005, o álbum foi ranqueado na posição número 297 da lista The 500 Greatest Rock & Metal Albums of All Time elaborada pela revista alemã Rock Hard. Em 2017, o portal Loudwire o elegeu como o 6º melhor disco de power metal de todos os tempos.

### Desempenho nas Paradas Musicais
| Ano  | Parada Musical          | Posição |
| ---- | ----------------------- | ------- |
| 1997 | Finland's Official List | 4       |
| 1997 | Oricon                  | 18      |